# István Sándorfi
István Sándorfi, ve Francii známý jako Étienne Sandorfi (12. červen 1948, Budapešť – 26. prosinec 2007, Paříž) byl maďarsko-francouzský malíř, představitel hyperrealismu.

## Život
Jeho otec byl ředitelem americké společnosti IBM v Maďarsku. Po uchopení moci komunisty strávil pět let ve stalinských věznicích a jeho rodina byla vystěhována na venkov. V době povstání v roce 1956 rodina uprchla ze země, nejprve do Rakouska, poté Německa a nakonec do Francie.
Již v 17 letech, ještě na střední škole, měl Sandorfi první samostatnou výstavu v malé galerii v Paříži. Po druhé výstavě v roce 1966 se začal věnovat výhradně malování, byť dlouho nepřicházel komerční úspěch a přiživoval se reklamou. V roce 1973 měl však velmi úspěšnou výstavu v Muzeu moderního umění v Paříži. Následovaly výstavy v Německu, Belgii i ve Spojených státech.
Asi patnáct let byly hlavním námětem jeho obrazů poněkud bizarní a děsivé autoportréty. Roku 1988 však změnil styl, stal se významným představitelem hyperrealismu a maloval převážně ženské postavy, což publikum ocenilo.
Byl známý tím, že se vyhýbal společenskému životu, žil v izolaci se svou rodinou, k čemuž přispívalo i to, že maloval výhradně v noci a přes den spal.